# 蒙特萨诺-苏拉马尔切拉纳
蒙特萨诺-苏拉马尔切拉纳（義大利語：Montesano sulla Marcellana），是意大利萨莱诺省的一个市镇。总面积109平方公里，人口6724人，人口密度61.7人/平方公里（2009年）。ISTAT代码为065076。